# Тернівський цукровий завод
Тернівський цукровий завод - підприємство харчової промисловості у селищі Терни Роменського району Сумської області, яке припинило існування.

## Історія
У 1839 році С.А.Щербатов побудував цукровий завод в слободі Терни Лебединського повіту Харківської губернії Російської імперії. У 1856 - 1859 рр.  завод був реконструйований, після чого виробництво цукру-піску було збільшено до 10 тис. пудів за сезон. Під час першої російської революції 1905 року робітники цукрового заводу розпочали страйк з вимогами 8-годинного робочого дня і підвищення зарплати.
У 1913 році завод був знову реконструйований і став великим підприємством з 435 працівниками, проте умови роботи були важкими - тривалість робочого дня становила 12 годин, вихідних днів там ні, а оплата становила 5,5 рублів на місяць.  Після початку першої світової війни влітку 1914 року становище підприємства ускладнилося у зв'язку з мобілізацією в діючу армію частини працівників і скороченням посівів цукрових буряків.
У серпні 1917 року село окупувала радянська влада. Але вже всередині квітня 1918 року в Тернах було встановлено владу Української Народної Республіки, на підприємстві було встановлено 8-годинний робочий день, в подальшому до початку грудня 1919 року село залишалося в зоні бойових дій громадянської війни, результатом якої стала радянська окупація.
На початку 1920х років почалося відновлення цукрового заводу, для забезпечення якого цукровими буряками було створено три відділи радгоспу. У 1925 році завод був знову введений в експлуатацію і переробив 283,5 тис. центнерів цукрових буряків. В ході індустріалізації в 1933 році завод був реконструйований.
В ході другої світової війни в початку жовтня 1941 року Терни виявилися в прифронтовій зоні, а з 9 жовтня 1941 до 6 вересня 1943 були окуповані німецькими військами, під час окупації гітлерівці повністю зруйнували підприємство. Відповідно до четвертим п'ятирічним планом відновлення і розвитку народного господарства СРСР цукровий завод і забезпечував його буряком місцевий радгосп були відновлені, при цьому завод був реконструйований. У 1949 році підприємство відновило виробництво цукру.
Згодом, цукровий завод був ще раз реконструйований, автоматизований і перетворений в Тернівський цукровий комбінат (до складу комбінату крім цукрового заводу увійшов Тернівський бурякорадгосп). У 1967 році за трудові досягнення і успіхи в соціалістичному змаганні на честь 50-річчя Радянської влади цукровий комбінат був нагороджений пам'ятним Червоним прапором Сумського обласного комітету КПУ, Сумського облвиконкому і Сумської обласної ради профспілок. В цілому, за радянських часів цукровий комбінат входив в число провідних підприємств селища.
Після проголошення незалежності України комбінат перейшов у відання Державного комітету харчової промисловості України. У липні 1995 року Кабінет Міністрів України затвердив рішення про приватизацію цукрового комбінату і бурякорадгоспу. Після цього державне підприємство було перетворено в відкрите акціонерне товариство. У червні 1999 року Кабінет Міністрів України передав бурякорадгосп в комунальну власність Сумської області. До кінця 2006 року Тернівський цукровий завод був розібраний на металобрухт.